# Martín Zapater
Martín Zapater y Clavería, né à Saragosse en 1747 et mort dans la même ville en 1803, est un riche commerçant espagnol aux idées proches des Lumières. Il est fondamentalement connu pour l'étroite amitié qui l'a lié à Francisco de Goya, avec qui il a maintenu une intense relation épistolaire qui constitue l'une des sources les plus importantes quant à la vie du peintre. Goya a fait son portrait en 1790 et en 1797.

## Biographie
Martín Zapater est né le 12 novembre 1747 à Saragosse.
Martín Zapater étudie à l'école pie de sa ville natale, où il rencontre Francisco de Goya, qui restera son ami toute sa vie.
Il reste toute sa vie célibataire, vivant dans une maison de la calle del Coso face au palais du Comte de Sástago (es).
Bourgeois des Lumières exemplaire, il réunit une importante fortune grâce à ses affaires de location de terres et de prêts à la mairie de Saragosse et à d'autres personnes et institutions. En 1778, il est nommé Député du Commun et Régisseur de la mairie de sa ville. L'année suivante, il reçoit la distinction de Noble d'Aragon de la part de Charles IV.
Il est le promoteur de la plupart des nouvelles institutions proches des Lumières d'Aragon. Fondateur et actionnaire en 1776 de la Real Sociedad Económica de Amigos del País (es) d'Aragon, un organisme duquel il est trésorier de 1790 à 1800. Il participe à la création de l'Académie royale des beaux-arts de San Luis (es), de laquelle il devient Académicien d'Honneur en 1793 et Conseiller de 1797 à 1802. Son initiative est décisive dans la création du Jardin botanique et du Théâtre de Saragosse. Il offre par ailleurs des bourses à plusieurs élèves pour étudier l'architecture et la gravure à Madrid.
Son amitié pour Goya pourrait dater de l'époque de ses premières études, lors desquelles ils auraient pu être compagnons d'études au lycée, bien que certains auteurs doutent de la véracité de cette information. Dans tous les cas, ils étaient déjà amis avant le mariage du peintre en 1773. L'abondant épistolaire entre les deux hommes a été hérité par le petit-neveu de Zapater, Francisco Zapater y Gómez, qui en a publié une partie et a écrit une biographie sur Goya.